# Pazo de Xelmírez
El Pazo de Xelmírez és l'antic palau episcopal de la Catedral de Santiago de Compostel·la, situat a la cara nord de la catedral, a la praza do Obradoiro.

## Història
Va ser construït per Diego Xelmírez, arquebisbe de Santiago entre 1120 i 1136, per substituir l'antic palau arquebisbal situat davant de la façana de Praterías, datat entre els anys 830 i 880, que havia sigut pràcticament destruït a les revoltes que van tenir lloc a Santiago el 1117.
Cap a 1180, Pedro Suárez de Deza va fer les primeres reformes. A mitjan segle xiii, l'arquebisbe Xoán Arias va encarregar noves modificacions al mestre Boneth, cap al 1250. En els segles xv i xvi va ser reformat de nou per decisió dels arquebisbes Lope de Mendoza i Alonso III de Fonseca. També va ser reformat per l'arquebisbe Maximilià d'Àustria. Al segle xviii va ser reformat i es va construir una nova planta que va obligar a aixecar una nova façana barroca per fer de contrafort.
Actualment, de l'edifici original només se'n conserven les portes de comunicació amb la basílica: la Porta de Gramáticos, la porta de la Torre i la porta de la Tribuna.

## Estructura
L'edifici està alineat amb la façana occidental romànica de la catedral, amb tres plantes i accés des de la praza do Obradoiro. En accedir hi ha el pòrtic romànic original, ocult darrere de la façana del segle xviii. A la planta baixa està la Sala d'Armes, amb el vestíbul a un costat (contigu a la torre de la catedral) i l'arc del Pazo al nord. La sala està dividida per columnes formades per quatre més primes en dues naus amb cinc trams, i amb voltes d'aresta.

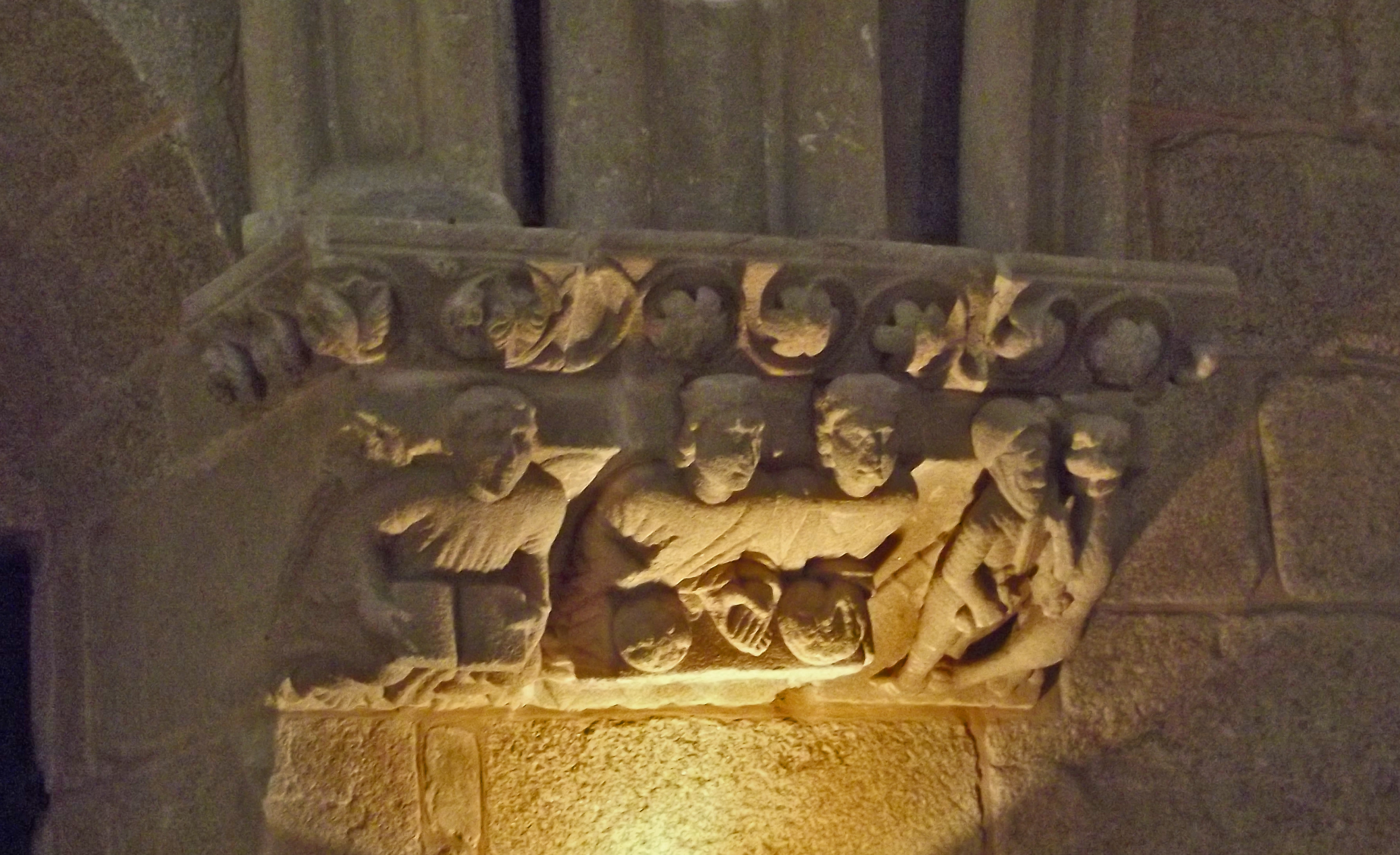
Una de les mènsules del saló de cerimònies

El pati que segueix condueix a les escales per les quals es puja al Saló de Cerimònies o Sinodial, construït entre 1253 i 1266 pel mestre Pedro Boneth sobre la sala d'armes i l'arc de palau. Es tracta d'un ampli saló diàfan, de planta rectangular (32 x 8,40 metres), dividit en sis trams rebaixats, amb voltes de creueria. El més destacat són les mènsules que sostenen els nervis de la volta. Són totes historiades i representen un banquet amb assistència de reis, nobles i clergues, acompanyats per músics. Els diferents autors assumeixen que es tracta del casament d'Alfons IX amb Berenguera, mentre que per altres representa la peregrinació de Ferran III el Sant i la seva dona Beatriu de Suàbia. En els capitells es representa als comensals menjant una empanada. Aquest saló és la millor obra civil gòtica acabada que es conserva a Galícia.
Altres estances destacables són la cuina medieval, una sala de guàrdia i la sala de l'arquebisbe Manrique, del segle xvi.

## Ús actual
El Pazo de Xelmírez va ser la seu provisional del Parlament de Galícia des de la seva constitució el 19 de desembre de 1981 fins que es va traslladar al Pazo de Fonseca l'estiu de 1982 i, finalment, a l'actual seu al Pazo do Hórreo el 1989. Per commemorar els 30 anys de parlament gallec, el 19 de desembre de 2011 es va celebrar al Pazo de Xelmírez una sessió extraordinària del Parlament.
Actualment, el Pazo té un ús museístic, integrat dintre de l'àrea del Museu de la Catedral. L'agost de 2012 va acollir la primera exposició pública del Còdex Calixtí, acabat de recuperar després del seu robatori el 2011.
El 2013 va ser condicionat com a sala d'exposicions temporals.